# Мазурчук Олександр Олексійович
Олександр Олексійович Мазурчук — солдат Збройних Сил України, учасник російсько-української війни, що загинув в 2023 році у ході російського вторгнення в Україну.

## Життєпис
Народився в 6 липня 1976 року в м. Житомир. Закінчив Житомирську середню школу № 25 (зараз — Житомирський міський ліцей № 25). Вищу освіту здобув в Поліському національному університеті. Працював керівником одного із магазинів комп'ютерної техніки в Житомирі.
З початком російського вторгнення в Україну пішов на війну добровольцем. В січні 2023 року в боях під Бахмутом був тяжко поранений.
Помер від отриманих в бою поранень 24 січня 2023 року в Дніпропетровській обласній клінічній лікарні ім. І. І. Мечникова. Похований 30 січня 2023 року на Смолянському військовому кладовищі у Житомирі.

## Родина
Залишилися батьки-пенсіонери, дружина та двоє синів.

## Нагороди
- орден За мужність III ступеня (30.03.2023, посмертно) — за особистий внесок у захист державного суверенітету та територіальної цілісності України, самовіддане виконання військового обов'язку та високий професіоналізм[2]. Нагороду було передано рідним полеглого Героя 19 жовтня 2023 року у приміщенні Житомирської міської ради[3].